# Problemas econômicos do Brasil

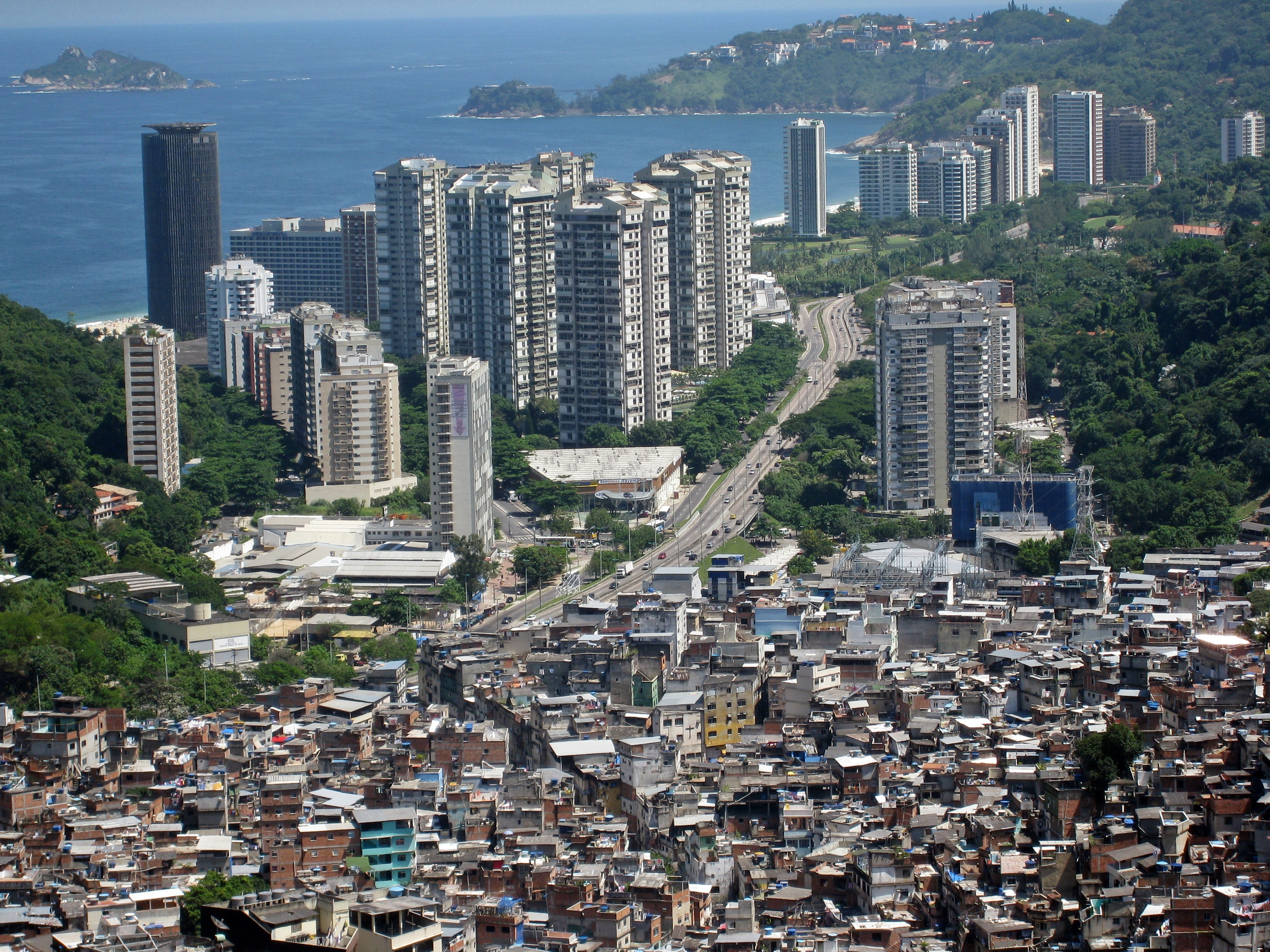
Em primeiro plano a Favela da Rocinha e ao fundo o bairro de São Conrado, um dos metros quadrados mais caros da cidade do Rio de Janeiro.

Os problemas econômicos do Brasil podem ser compreendidos através da interpretação de indicadores econômicos como PIB, inflação e taxa de desemprego no país, estando também atrelado aos problemas sociais do Brasil.
Desde meados de 2014 o Brasil passa por uma profunda crise política e econômica que se agravou a partir de 2020 com a crise causada pela pandemia de COVID-19.
O Brasil, em 2020, foi considerado o nono país mais desigual do mundo, principalmente quando se avalia a desigualdade na distribuição de renda e na carga tributária. Nos últimos sete anos houve aumento de pessoas em situação de extrema pobreza, a quantidade de famílias que estão na miséria passou de 6,5% para 13,5%. Em 2021, cerca de 27 milhões de brasileiros vivem na extrema pobreza. As populações preta e parda, além das mulheres, são as mais afetadas.
O abismo entre ricos e pobres é outra questão alarmante. Apenas cinco bilionários brasileiros possuem, juntos, o mesmo patrimônio que a metade da população mais pobre do país. Alguns fatores ajudam a explicar a concentração de renda, mas o principal, é o sistema tributário brasileiro, que favorece tanto os mais ricos como seus herdeiros.
A concentração de terras é citada como um dos fatores agravantes. Dados do relatório Terra, Poder e Desigualdade na América Latina, da Oxfam, mostram que 45% de toda a área rural do país está nas mãos de menos de 1% da população. Apesar disso, mesmo sem acesso a recursos e a créditos no campo, os pequenos produtores são responsáveis por produzir mais de 70% dos alimentos de todo o país.
A sonegação de impostos representa um dos principais responsáveis pelos problemas econômicos do Brasil, sendo o 2º país que mais sonega impostos (atrás apenas da Rússia) deixando de arrecadar R$ 417 bilhões por ano, segundo o Instituto Brasileiro de Planejamento e Tributação (IBPT). O Imposto sobre Circulação de Mercadorias e Serviços (ICMS) foi o que mais foi sonegado pelas empresas no ano de 2018. Em contrapartida, no ano de 2019, a sonegação do Imposto de Renda (IR) superou o ICMS.

## Caracterização
Os fatores que levam o Brasil a ser colocado em posição privilegiada em comparação a outros países refletem características regionais, geográficas, comerciais e de recursos extrativistas e energéticos. Dessa maneira, podemos citar a diversidade de regiões geográficas, a vastidão de espaço, a potencialidade de mercado interno e a variedade de recursos minerais e hidrelétricos. Apesar de todas essas vantagens, o país também enfrenta alguns problemas colossais. Esses problemas exigem superação imediata. Todos os outros problemas estão atrelados a esses contrastes. Trata-se de questões relacionadas à alimentação, educação, saúde, saneamento, habitação e transporte.
Por muitos anos, o Brasil conviveu com uma alta taxa de inflação. Essa taxa de inflação ampliou os já graves problemas de distribuição de renda. Ao mesmo tempo, uma dívida externa batia recordes. Mas isso intimidou a entrada de investimentos no país. Durante toda a década de 1980, o crescimento econômico teve uma redução catastrófica. Isso levou muitos economistas a afirmar que houve crise econômica na época em que o Brasil sofreu um revés financeiro. Uma formidável capacidade de reação tem sido mostrada na década de 1990. Em 1994, o Plano Real entrou em vigor. O principal objetivo desse plano econômico foi estabilizar a inflação em patamares baixos. Antes disso, diversos planos econômicos tentavam equilibrar a situação interna, o que não surtiu efeito até certo momento. Tal medida tomada pelo Plano Real possibilitou o início de reformas estruturais mais profundas. Essas reformas visavam alterar o quadro de abandono em que se encontravam as áreas de saúde, educação e saneamento, principalmente.
Entre o fim da Década de 1990 até 2012, o aumento do preço das commodities no mercado internacional, impulsionado pela crescente demanda da China, representou para o Brasil um momento favorável para o crescimento econômico.O incentivo a exportações associado à busca por bons relacionamentos diplomáticos com países emergentes foram fundamentais para a criação de milhões de postos de trabalho e, em 2010, o país registrou uma taxa de crescimento do PIB de 7,5%, sendo a maior expansão desde 1986.
O incentivo ao consumo e os anos de sorte econômica não refletiam a realidade provável de longo prazo para o país. A desaceleração da economia chinesa levou a uma queda brusca no preço das commodities, impactando diretamente na produtividade nacional com excesso da oferta de produtos e consequente queda dos preços. A partir de 2013, o Brasil iniciou o seu quadro de recessão, que vem se agravando continuamente nos últimos três anos, com queda de PIB per capita de 10%, o que representa uma expressiva diminuição de renda da população. No fim de 2014, a dívida pública tinha crescido de 51,3% para 57,2% do PIB e alcançou 66,2% em 2015.
Em 2016 os efeitos da crise econômica estão sendo amplamente sentidos pela sobrecarga nos serviços públicos e pela população, que precisa adaptar as contas para a atual realidade financeira. De acordo com pesquisa realizada pela Confederação Nacional da Indústria (CNI) em 2016, quase metade dos entrevistados (48%) passou a usar mais transporte público e 34% deixaram de ter plano de saúde. O aprofundamento da crise econômica levou 14% das famílias a trocarem a escola dos filhos de particular para pública em junho de 2016, com percentual superior aos verificados em 2012 e 2013, antes da crise econômica. Além disso, os consumidores estão enfrentando a crise trocando produtos por similares mais baratos (78%), esperando liquidações para comprar bens de maior valor (80%) e poupando mais para o caso de necessidade (78%).

## Custo-país
O custo Brasil é um termo genérico, usado para descrever o conjunto de dificuldades estruturais, burocráticas e econômicas que encarecem o investimento no Brasil, dificultando o desenvolvimento nacional, aumentando o desemprego, o trabalho informal, a sonegação de impostos e a evasão de divisas. Por isso, é apontado como um conjunto de fatores que comprometem a competitividade e a eficiência da indústria nacional. O custo Brasil tira R$1,5 trilhão por ano da economia.
A Associação Brasileira da Indústria de Máquinas e Equipamentos (ABIMAQ) divulgou em março de 2010 um estudo inédito que mensurou o Custo Brasil para produtos agrícolas. Oito itens foram considerados, e, ficou constatado que o Custo Brasil encarece em média 36,27% o produto brasileiro em relação aos seus equivalentes na Alemanha e nos Estados Unidos. Apenas a falta de infraestrutura logística para o transporte de grãos ocasiona uma perda estimada em 4 bilhões de dólares por safra.
Um estudo do Departamento de Competitividade e Tecnologia da FIESP comprova que um bem manufaturado nacional é, em média, 34,2% mais caro que o seu similar importado dos principais parceiros comerciais do Brasil, já incluídas as alíquotas de importação vigentes, unicamente em função do Custo Brasil, isto é, devido às deficiências no ambiente de negócios do país.
Um estudo da Federação das Indústrias do Estado do Rio de Janeiro (FIRJAN) demonstrou que a liberação de carga em um aeroporto como o Galeão, no Rio de Janeiro, leva, em média, 217 horas para ser finalizada, enquanto na China a mesma operação não dura mais do que quatro horas.
Em 2013, as más condições de conservação das rodovias federais do Brasil elevaram os gastos em combustíveis em 1,4 bilhões de reais.
O Banco Mundial posicionou o Brasil na centésima vigésima terceira posição em seu ranking que classifica os países por "facilidade em se fazer negócios", o Doing Business Ranking. O ranking é composto por 190 países (2017).
Exemplos do Custo Brasil são:
- Corrupção administrativa pública elevada;[21][22]
- Déficit público elevado;[23]
- Burocracia excessiva para criação e manutenção de uma empresa;[24][25]
- Cartelização da economia;[26]
- Manutenção de taxas de juros reais elevadas;[27]
- Spread bancário exagerado (um dos maiores do mundo);[28]
- Disfunções no sistema burocrático para importação e exportação, dificultando o comércio exterior;[29]
- Carga tributária alta;[30]
- Altos custos trabalhistas;[31][32]
- Altos custos do sistema previdenciário;[33]
- Legislação fiscal complexa e ineficiente;[34]
- Insegurança jurídica;[35]
- Alto custo da energia elétrica;[36]
- Infraestrutura precária (saturação de portos, aeroportos, estradas e ferrovias);[26][37]
- Baixa qualidade educacional e falta de mão de obra qualificada;[38]
- Desperdício na distribuição de energia elétrica e de água. A Revista Gerente de Cidades estima que em sistemas eficientes a perda na distribuição de energia elétrica seja de 4%, no Brasil, este índice atinge 17%, e, em relação à água, a perda aceitável estaria em 20%, em muitos municípios brasileiros esta perda chega a 42% da água disponibilizada;[39]
- Entraves burocráticos e insegurança jurídica na Construção Civil;[40]

Em 28 de fevereiro de 2013, o Senado Federal aprovou Medida Provisória "que desonera empresas e visa reduzir o custo Brasil" reduzindo a tributação sobre a folha de pagamento de setores como transporte e engenharia. Entretanto, a medida gerou uma redução média de apenas 0,5% da carga de tributos no preço final dos produtos e serviços, não tendo ocasionado, portanto, redução significativa do Custo Brasil.[carece de fontes?]
José Serra assim se posicionou em relação ao Custo Brasil:

O elevado custo Brasil começa na burocracia para pagar impostos, que consome o equivalente a 2,6% dos preços industriais! Com a carga tributária, o conjunto vai a 15,5%, em relação aos nossos parceiros comerciais. Se incluirmos os custos financeiros, de energia, matérias- primas e transportes, o ônus sobre os produtos manufaturados, na comparação com esses parceiros, é de 25%, segundo competente estudo da Fiesp. É o custo Brasil. Em cima disso, a sobrevalorização cambial teve um papel especialmente perverso: em relação a 2002, ficou em torno dos 40%, puxada por juros reais extravagantes, que só recuaram em 2012.— José Serra 

## Desigualdade econômica
A desigualdade econômica no Brasil é uma das questões mais desafiadoras da nação e está profundamente correspondendo com sua história social, econômica e política. Ela fala sobre vários  disparidades significativas no acesso à renda, educação, saúde, moradia e outras oportunidades fundamentais para o desenvolvimento humano. O Banco Mundial diz que o país é um dos dez países mais desiguais do mundo, sendo o único da América Latina na lista. Em compensação, acredita-se que o país mais desigual do mundo seja a África do Sul.

Mapa-múndi do IDH ajustado à desigualdade, baseado em dados de 2015 do PNUD, que considera desigualdades internas nos países.

A comunidade dos 1% mais ricos do Brasil tem um rendimento médio mensal 39,2 vezes maior que os 40% com os menores rendimentos, segundo a Pesquisa Nacional por Amostra de Domicílios Contínua (PNAD Contínua), divulgada pelo Instituto Brasileiro de Geografia e Estatística (IBGE). O rendimento médio mensal real domiciliar per capita ou seja, a renda média de um domicílio dividida pelas pessoas que lá habitam do 1% mais rico foi de R$ 20.664 em 2023, um aumento de 13,2% em relação ao valor observado em 2022 (R$ 18.257). Já o rendimento médio mensal dos 40% mais pobres foi de, em média, R$ 527 no ano passado. O valor representa uma alta de 12,6% em relação ao número registrado em 2022 (R$ 468).